# فرودگاه پونگتیکو
 فرودگاه پونگتیکو (به انگلیسی: Pongtiku Airport) یک فرودگاه همگانی با کد یاتا TTR است که یک باند فرود آسفالت دارد و طول باند آن ۹۰۰ متر است. این فرودگاه در کشور اندونزی قرار دارد و در ارتفاع ۸۷۹ متری از سطح دریا واقع شده‌است.

## شرکت‌های هواپیمایی و مقصدهای پروازی
| شرکت‌های هواپیمایی      | مقصدهای پروازی |
| ---------------------- | -------------- |
| Dirgantara Air Service | سلطان حسن‌الدین |
| تریگانا ایر سرویس      | سلطان حسن‌الدین |
| Nusantara Buana Air    | سلطان حسن‌الدین |